# Sơn Vi
Sơn Vi (nghĩa là vân núi, tên nôm là kẻ Vây) là một xã thuộc huyện Lâm Thao, tỉnh Phú Thọ, Việt Nam.
Xã Sơn Vi có diện tích 3,82 km², dân số năm 1999 là 8.919 người, mật độ dân số đạt 2.335 người/km².